# 2010年全国乒乓球锦标赛
2010年全国乒乓球锦标赛為中国國內最高級別的乒乓球比賽。本屆賽事於2010年10月3日至10日在中国江苏省张家港市舉行。

## 項目獎牌榜
以下為各項目的優勝者及其所屬隊伍名單：
| 項目     | 金牌               | 银牌           | 铜牌           |
| 男子單打 | 张继科（山东鲁能） | 邱贻可（四川） | 王皓（解放军） |
| 男子單打 | 张继科（山东鲁能） | 邱贻可（四川） | 雷振华（上海） |
| 女子單打 | 丁寧（北京）       | 曹臻（解放军） | 劉詩雯（廣東） |
| 女子單打 | 丁寧（北京）       | 曹臻（解放军） | 郭焱（北京）   |
| 男子雙打 | 马龙 王皓          | 陈玘 方博      | 张超 吴顥      |
| 男子雙打 | 马龙 王皓          | 陈玘 方博      | 马琳 张继科    |
| 女子雙打 | 李晓霞 郭跃        | 曹丽思 陈梦    | 曹臻 冯亚兰    |
| 女子雙打 | 李晓霞 郭跃        | 曹丽思 陈梦    | 劉詩雯 丁寧    |
| 混合雙打 | 吴顥 木子          | 陈玘 劉詩雯    | 王励勤 郭焱    |
| 混合雙打 | 吴顥 木子          | 陈玘 劉詩雯    | 邱贻可 李晓丹  |
| 男子團體 | 广东               | 解放军         | 上海           |
| 女子團體 | 北京               | 湖北           | 解放军         |